# Freya Stark
Pour les articles homonymes, voir Stark.
Freya Madeline Stark (Dame Freya Madeline Stark), née le 31 janvier 1893 à Paris et morte le 9 mai 1993 à Asolo, est une voyageuse et exploratrice britannico-italienne.
Fascinée par l'Orient, elle a écrit plus de deux douzaines de livres sur ses voyages au Moyen-Orient et en Afghanistan, ainsi que plusieurs ouvrages et essais autobiographiques.
Elle a été l'une des premières femmes non arabes à voyager à travers le désert d'Arabie.

## Enfance et études
Freya Stark est née le 31 janvier 1893 à Paris, où ses parents étaient étudiants en art. Sa mère, Flora, avait des origines anglaises, françaises, allemandes et polonaises. Son père, Robert, était un peintre anglais de la région du Devon. Freya Stark a passé la majeure partie de son enfance en Italie du nord puisque Robert Wiedemann Browning, un ami de son père, avait acheté trois maisons à Asolo, et sa grand-mère maternelle vivait à Gênes.
Pour ses neuf ans, Freya Stark reçoit un exemplaire des Mille et Une Nuits et commence à être fascinée par l'Orient. Petite, elle est très souvent malade et confinée chez elle ; la lecture devient son échappatoire. Elle aime lire en français, particulièrement Alexandre Dumas, et apprend seule le latin. À treize ans, au cours d'un accident survenu dans une usine en Italie, ses cheveux se coincent dans une machine, déchirant son cuir chevelu et son oreille droite. Elle passe quatre mois à l'hôpital, enchaînant les greffes de peau qui la laisseront défigurée. Elle portera des chapeaux et des bonnets, souvent extravagants, tout le reste de sa vie pour couvrir ses cicatrices.
Lorsqu'elle eut trente ans, Freya Stark choisit d'étudier les langues à l'université. Son professeur lui conseille d'étudier l'islandais, mais son choix se porte sur l'arabe et plus tard le persan. Elle étudie au Bedford College et à l'École des études orientales et africaines, chacun faisant partie de l'université de Londres.
En 1928, Freya Stark effectua son premier voyage au Moyen-Orient, visitant l'Irak et la Perse. Elle en effectua beaucoup d'autres, dans les années 1930. Au début de la seconde guerre mondiale, elle se trouvait au Yémen, où les britanniques disposaient d'une base navale à Aden. Dans ce pays de la péninsule arabique, l'imam Yahya cherchait à contrebalancer la présence britannique en se rapprochant des italiens. À Sanaa, dans la capitale yéménite, Freya Stark, qui avait emmené avec elle un projecteur de cinéma, projeta des films de propagande à la gloire de l'Empire britannique, pour convaincre les élites locales de la puissance anglaise malgré les dernières défaites.
En avril 1941, elle arriva à Bagdad, en Irak, après le coup de force de Rachid Ali. Elle fut le témoin privilégié de la guerre anglo-irakienne d'avril-mai 1941. Pessimiste, elle pensait qu'il serait difficile de garder l'amitié des arabes tant que le problème palestinien n'était pas résolu.
Grâce au rôle joué par Freya Stark et Mary McGeachy pendant la Seconde Guerre mondiale, le Foreign Office britannique ouvre ses carrières aux femmes en 1946.

## Écrivaine
Freya Stark a écrit de nombreux articles, et des et récits de voyage.

### Ouvrages
Liste non exhaustive. Pour plus de références consulter les notices bibliographiques de la Bibliothèque nationale de France (BnF) ou la fiche de l'auteur sur data.bnf.fr.
- Freya Stark (trad. de l'anglais par Marthe Metzger et Yves Coleman), La vallée des Assassins [« The valleys of the Assassins and other Persian travels (1934) »], Payot et Rivages, coll. « Petite bibliothèque Payot » (no 321), 2002, 432 p. (ISBN 978-2-228-89559-0, BNF 35420342) [(en) Lire en ligne l'édition de 1934 (page consultée le 8 février 2025)]
- Freya Stark (trad. Danielle Tramard), La route de l'encens : un voyage dans l’Hadramaout, Payot et Rivages, 1992, 321 p. (ISBN 2228885282, EAN 9782228885287)
- (en) Freya Stark, Space, time & movement in landscape, Her Godson, 1969, 167 p. (ISBN 0-950-07820-4, BNF 35281350, LCCN 79449077)
- Perseus in the wind  (ISBN 9780719513251)
- The Southern gates of Arabia, a journey in the Hadhramaut , éd. J. Murray - Londres  (ISBN 9780375757549)